# Сватки (Минская область)
Сватки (бел. Сваткі) — агрогородок в Мядельском районе Минской области Белоруссии. Административный центр Сватковского сельсовета.

## История
Первоначально деревня называлась Лутчицы.
В XVII ст. владельцем деревни стал Криштоф Сватка (Святка) и деревня стала называться Сватковщизна либо Сватковщина.
В 1868 году — село в Княгининской волости Вилейского уезда Виленской губернии, 10 дворов и 108 жителей.
В 1873 году деревня Сватки насчитывала 49 ревизских душ и вместе с деревнями Рудзевичи, Замоше, Холмовка, Навры, Городище, Довжаны входила в состав Марциановского сельского общества. Всего Марциановское сельское общество Княгининской волости насчитывало 243 крестьян собственников (13 бывших дворовых) и входило в состав 3-го мирового участка Вилейского уезда Виленской губернии.
В 1885 году — 10 дворов, 144 жителя.
В 1899 году была открыта школа грамоты.
В 1904 году — 212 жителей.
В 1908 году — 36 дворов, 259 жителей.
С 1910 года школа грамоты стала Сватковской начальной школой.
В годы Первой мировой войны через село проходила узкоколейная железная дорога русской армии, ведущая к линии фронта (урочище Гать).
В 1921 году — деревня и осадничество в составе Мядельской гмины Дуниловичского повета Виленской земли (II Речь Посполитая).
С 1925 года в составе Поставского повета Виленского воеводства. В деревне было 44 двора и 227 жителей, в осадничестве — 2 двора и 17 жителей.
В 1925 году в Сватковской школе учился будущий народный поэт Беларуси Максим Танк.
В 1921—1939 гг. в Сватках был полицейский участок, 2 магазина, церковь, польская начальная школа, которая насчитывала 25 учеников.
В сентябре 1939 года деревня занята силами Белорусского фронта РККА.
С 12.10.1940 года — центр сельсовета Мядельского района Вилейской области.
В 1940 г. — 54 дворов, 181 житель.
В первые дни Великой Отечественной войны немецкие оккупанты расстреляли первого председателя Сватковского сельсовета М. С. Петровского и уполномоченного района С.А, Валюка.
В период с августа 1943 по январь 1944 года гитлеровцы сожгли 50 деревенских хозяйств из 54.
С 20.09.1944 года — в составе Молодечненской области.
В 1948 году в деревне организован колхоз «1 Мая», установлен телефон.
В 1949 году открыта сберегательная касса, работала школа-семилетка, почтовое отделение, магазин, пилорама, врачебный участок, ветеринарный пункт, аптека, изба-читальня.
С 1950 года Сватковская школа стала средней.
С 1959 года — деревня Сватки стала центром колхоза «Заря».
С 20.01.1960 года — в составе Минской области. В 1960 году — в деревне 355 жителей.
В 1973 году колхоз «Заря» насчитывал 16 деревень.
В 1976 году построено новое здание школы.
В 1982 году был открыт школьный краеведческий музей (в здании бывшего школьного интерната).
С 1988 года — Сватки стали центром колхоза имени Ленина.
С 1994 года — центр агрофирмы «Заря».
С марта 1997 года — центр сельскохозяйственного предприятия имени М. Танка.
На 01.01.1997 года — 193 двора, 566 жителей. В Сватках действовал Мядельский участок оросительно-сушильных систем, ремонтные мастерские, склады, нефтебаза, 2 пилорамы, животноводческая ферма, Дом культуры, библиотека, отделения связи и сберегательного банка, магазин,  столовая, комплексно-приемный пункт бытового обслуживания населения, средняя школа, филиал музыкальной школы, детский сад, больница, стадион, 1 частных магазина (Алеся), административные здания исполкома сельсовета  и правления колхоза, сезонный придорожный мини-рынок 

Улицы: Дружба,Саши Ровды, Садовая, Набережная, Заречная, Мира, Максима Танка, Молодёжная,  Переулки: Набережный .

## Культура
- Литературно-краеведческий музей Максима Танка ГУО "Сватковская средняя школа имени Максима Танка"

## Достопримечательности
- Памятник 72 жителям Сватковского сельсовета, погибших в годы Великой Отечественной войны (1965 г.).
- Могила Владислава Пилсудского (11.11.1860 — 22.02.1893), владельца имения Марцианово.
- Каменная арка и кладбище Марциановской церкви (Сватки).
- Фрагменты фундамента старого спиртзавода